# 鳳来山東照宮
鳳来山東照宮（ほうらいさんとうしょうぐう）は、愛知県新城市の鳳来寺山に鎮座する神社である。正式名称は「東照宮」。日光・久能山と並ぶ三大東照宮の1社を称している。

## 祭神
徳川家康（東照大権現）を主祭神に、「鎮守三社」と称される山王権現、熊野権現、白山権現を合祀している。

## 歴史
慶安元年（1648年）4月、日光東照宮へ参拝した折に改めて『東照社縁起』を読み、徳川家康の出生と三河国設楽郡の鳳来寺との縁に感銘を受けた江戸幕府3代将軍家光が、鳳来寺の本堂修復と薬師堂の再建を発願し、あわせて新たに東照宮の創祀を計画した。家光は老中の阿部忠秋や太田資宗に命じて造営事業を進めたが、家光は慶安4年（1651年）6月に薨じたため、跡を継いだ4代将軍家綱は太田資宗や本多利長、小笠原忠知等の地元の大名に引き続き造営を命じた。慶安4年（1651年）に社殿が竣成し、同年9月17日に江戸城内の紅葉山東照宮に祀られていた「御宮殿」（厨子）と神体である「御神像」を遷祀したのが創まりである。遷祀に際しては盛大な遷座祭が斎行され、将軍家綱から、家康が関ヶ原の戦いで帯刀したという太刀が神刀として奉納された他、諸大名からも太刀や灯篭などの奉納があったという。以後、鳳来寺は別当寺と定められた。明暦2年（1656年）には幕府から社領470石の寄進があり、江戸時代を通して10回に及ぶ修理が幕府により行われている。

## 東照社縁起と鳳来寺に伝わる伝説
東照社縁起
家康の父母である松平広忠と正室於大の方（伝通院）は、子のできないことを憂い、祈願のために夫妻そろって領内の鳳来寺に参篭したところ、伝通院が東方より現れた老翁に金珠を与えられる夢を見て、間もなく家康を懐妊したという。
鳳来寺の伝説
家康の出生は壬寅年寅月寅の日にあたる天文11年（1542年）12月26日の寅の刻（午前5時頃）であったとされるが、鳳来寺では家康誕生と時を同じくして、薬師堂の本尊である薬師如来を守護する十二神将の中、寅神でもある真達羅大将の神像が忽然と姿を消し、家康が薨ずると神像もひとりでにもとの位置に戻っていたといい、以来、家康は真達羅大将の化身であったと伝えられている。

## 社殿
本殿は桁行3間、梁間2間の入母屋造で1間の向拝を付け、屋根に千木を置く。本殿の正面に1間平唐門の中門があり、中門からは左右にそれぞれ折曲り延長25間（「間」は長さの単位ではなく、柱間の数を表す）の透塀（すきべい）が発して本殿を囲んでいる。拝殿は桁行3間、梁間2間の入母屋造で正面に1間の向拝を設ける。拝殿背面中央には桁行2間、梁間1間、切妻造妻入の幣殿が接続し、拝殿と併せてて1棟を形成している。以上の建物の屋根は全て檜皮葺である。いずれも慶安4年（1651年）の造営によるもので、国の重要文化財に指定されている。また、折曲り延長約76.5mの石柵（重文）が拝殿を囲み、石柵の外にこれも重文の方1間、切妻造檜皮葺の水屋（手水舎）がある。

## 文化財

### 重要文化財

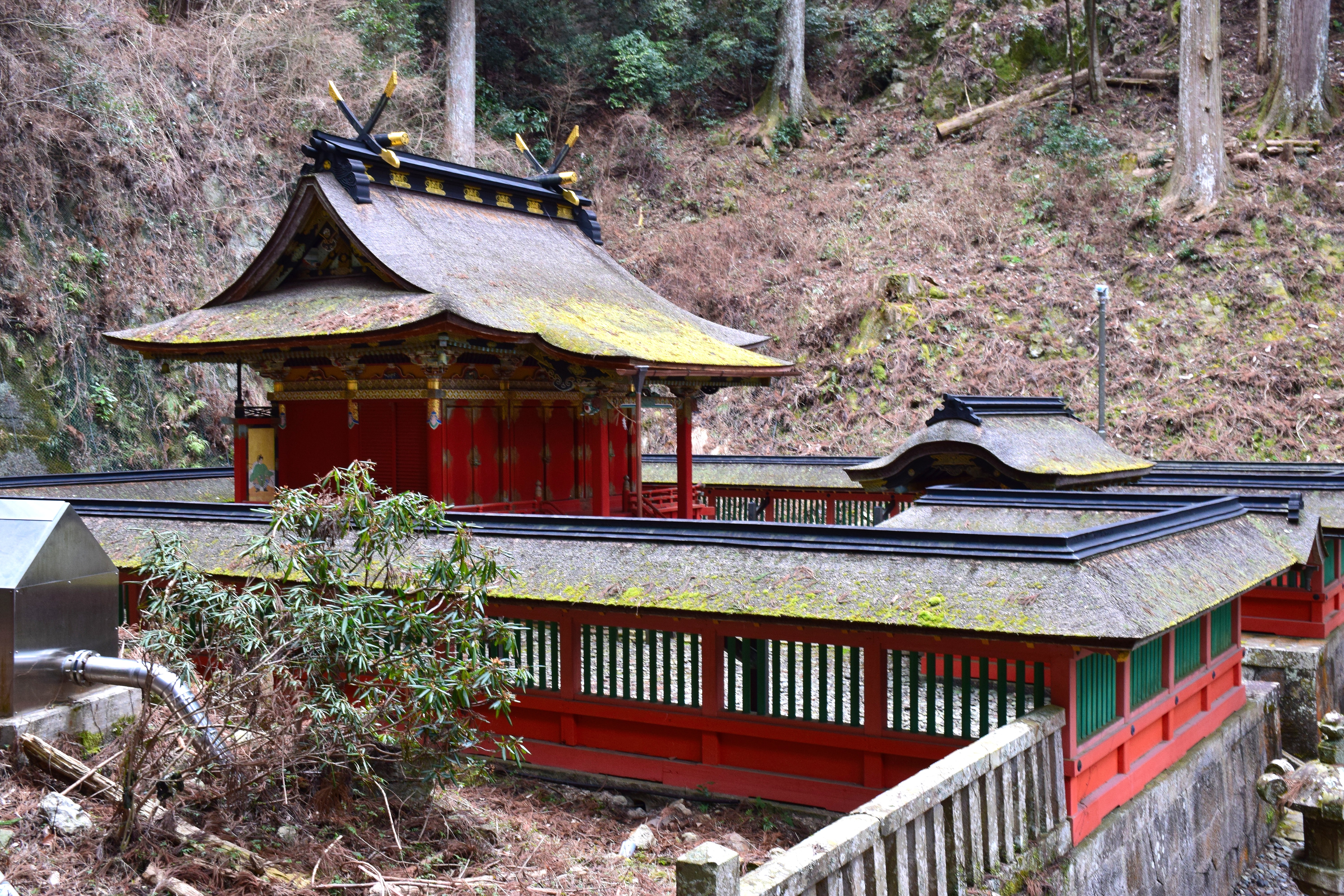
本殿

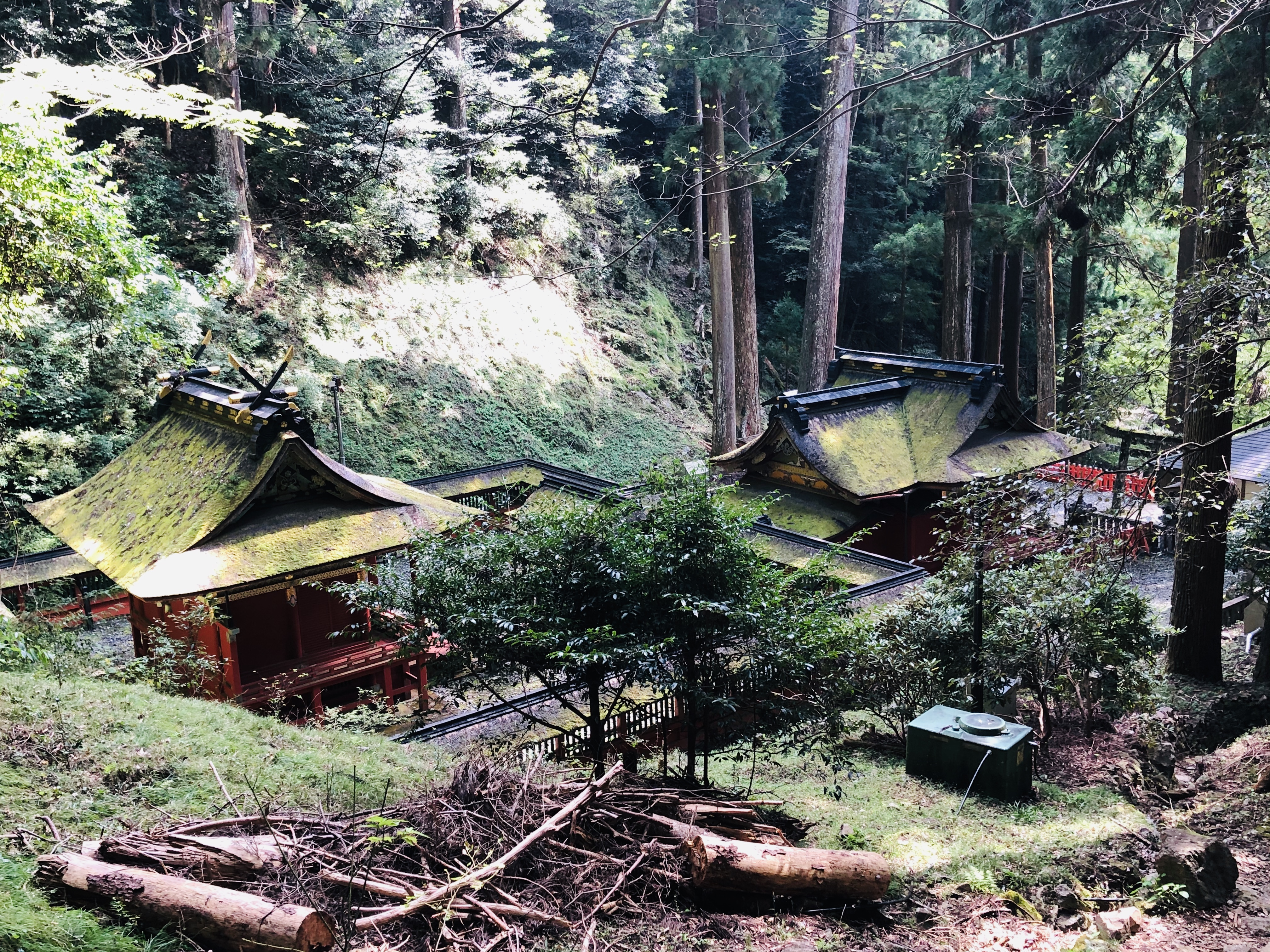
本殿

以下いずれも昭和28年（1953年）11月14日指定。
- 本殿：1棟[2]
  - 附　石柵・石燈籠：2基（慶安4年9月17日、吉田城主小笠原忠知の奉納）、板札：1枚、棟札：3枚
- 中門：1棟[3]
- 左右透塀：2棟[4][5]
- 拝殿・幣殿：1棟[6]
- 水屋：1棟（水盤を含む）[7]

### 愛知県指定有形文化財
- 黒漆金銅装宮殿（鳳来山東照宮本殿納置）：1基 - 令和4年（2022年）1月28日指定[1]。

### 新城市指定有形文化財
- 鳳来山東照宮御神宝群 - 令和4年（2022年）3月3日指定[8]。
  - 神宝：17点（太刀：3点、太刀金具等：5点、弓・矢：5点、弓箱：3点、鉾：1点）
  - 本殿神宝：12点（金榊：2点、瓶子：4点、盃：3点、鏡：1点、供物台：1点、天目台：1点）
  - 幣殿神具：9点（八足机：3点、蝋台：2点、机：1点、榊立：2点、太鼓：1点）
  - 神具：2点（平箱：1点、台子：1点）
  - その他：3点（太刀袋：2点、折紙：1点）

### その他
- 当神社境内を含む鳳来寺山が国の名勝及び天然記念物に指定されている[9]。

## 主な行事
- 元旦祭 - 1月1日
- 祈年祭 - 旧1月3日
- 例祭 - 4月17日（家康の命日）
- 創建記念祭 - 9月17日
- 新嘗祭 - 11月23日
- 生誕祭 - 12月26日（家康の誕生日）
- 月次祭 - 毎月17日